# Episodi di Thunderstone (terza stagione)
La terza stagione della serie televisiva Thunderstone è stata trasmessa in anteprima in Australia dalla Network Ten tra il 16 giugno 2000 e l'8 settembre 2000.
| nº | Titolo originale | Titolo italiano | Prima TV Australia | Prima TV Italia |
| -- | ---------------- | --------------- | ------------------ | --------------- |
| 1  | Episode 40       |                 | 16 giugno 2000     |                 |
| 2  | Episode 41       |                 | 23 giugno 2000     |                 |
| 3  | Episode 42       |                 | 30 giugno 2000     |                 |
| 4  | Episode 43       |                 | 7 luglio 2000      |                 |
| 5  | Episode 44       |                 | 14 luglio 2000     |                 |
| 6  | Episode 45       |                 | 21 luglio 2000     |                 |
| 7  | Episode 46       |                 | 28 luglio 2000     |                 |
| 8  | Episode 47       |                 | 4 agosto 2000      |                 |
| 9  | Episode 48       |                 | 11 agosto 2000     |                 |
| 10 | Episode 49       |                 | 18 agosto 2000     |                 |
| 11 | Episode 50       |                 | 25 agosto 2000     |                 |
| 12 | Episode 51       |                 | 1º settembre 2000  |                 |
| 13 | Episode 52       |                 | 8 settembre 2000   |                 |